# Timana asteria
Timana asteria är en fjärilsart som beskrevs av Louis Beethoven Prout 1934. Timana asteria ingår i släktet Timana och familjen mätare. Inga underarter finns listade i Catalogue of Life.